# فرانشيسكا وودمان
فرانشيسكا وودمان (1958- 1981) (بالإنجليزية: Francesca Woodman)‏, هي مصورة فوتوغرافية أمريكية، اشتهرت بأعمالها من الصور الأبيض والأسود التي تلتقطها لذاتها ولنساء آخرين. ولدت «وودمان» في 3 أبريل من عام 1958 بمدينة دينفر بولاية كولورادو الأمريكية.

## الثيمة الرئيسية لأعمالها
معظم أعمالها الفوتوغرافية تظهر نساء صغيرات السن وعاريات، الصور تكون مشوشة Blurred عن قصد، عبر تقنيات مثل الحركة السريعة للكاميرا، أو زيادة وقت التعرض للضوء Exposure Time, كما تندمج الشخصيات مع الأشياء المحيطة في الصورة، وغالبا ما تظهر «فرانشيسكا» الوجوه غامضة ومبهمة. وقد ظلت أعمال «فرانشيسكا وودمان» مصب اهتمام كبير، حتى بعد انتحارها ووفاتها عن 22 عاما.